# Shauna Coxsey

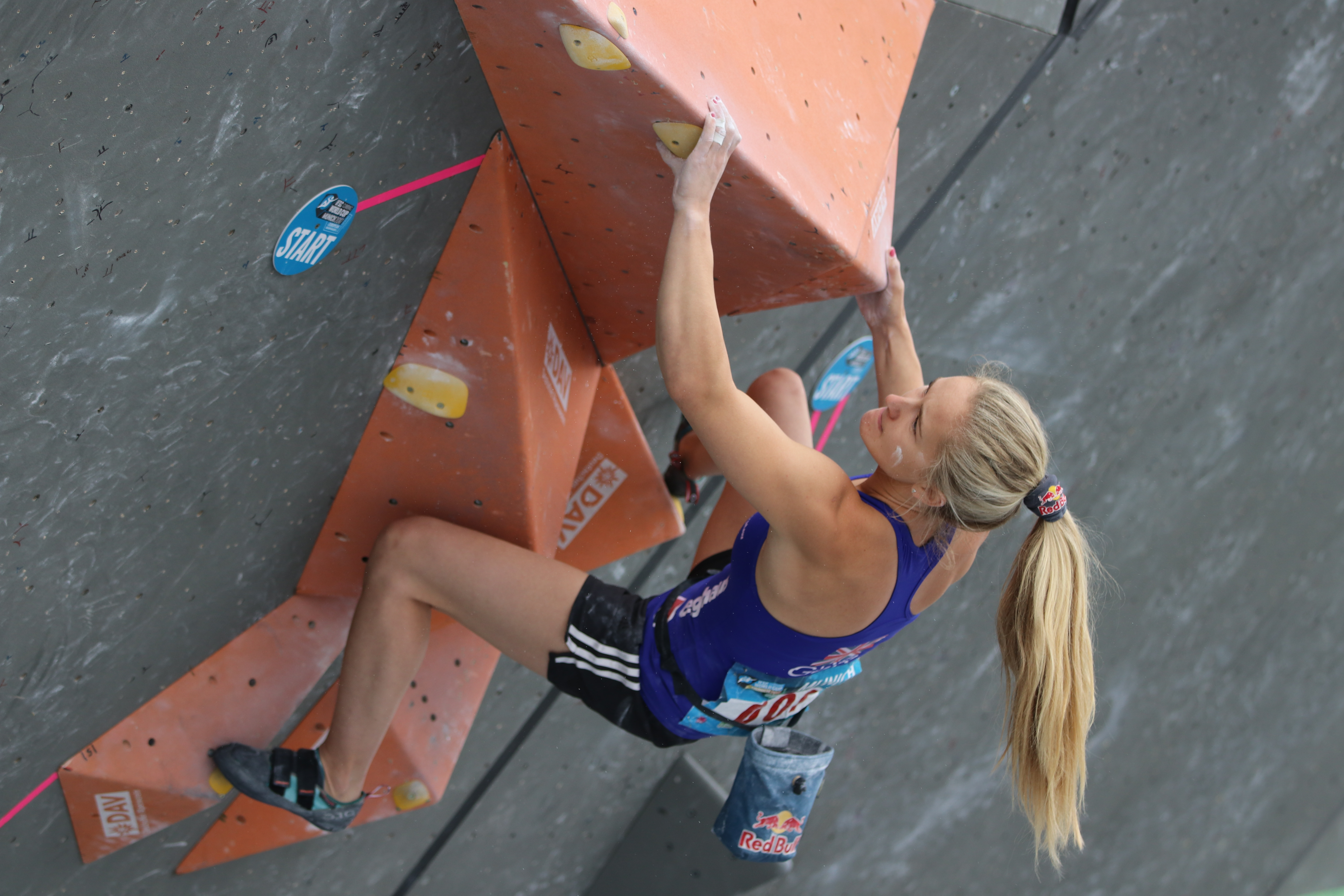
Coxsey beim Boulder Worldcup 2017 in München

Shauna Coxsey MBE (* 27. Januar 1993 in Runcorn) ist eine britische Sportkletterin. In den Jahren 2016 und 2017 konnte sie den Boulder-Gesamtweltcup für sich entscheiden.

## Kindheit
Coxsey wuchs in Runcorn auf. Nachdem sie als Dreijährige einen Film der französischen Kletterin Catherine Destivelle gesehen hatte, war sie davon so begeistert, dass sie dies ebenfalls machen wollte. So begann sie mit vier Jahren das Klettern. Mit sieben Jahren erreichte sie die Qualifikation für nationale Meisterschaften. Mit neun Jahren konnte sie die erste nationale Meisterschaft gewinnen und mit 13 Jahren begann sie an internationalen Wettbewerben teilzunehmen.

## Karriere
Nach der Schule wurde sie Profi und konnte in 2012 beim Boulder-Gesamtweltcup den dritten Rang erzielen. In den Saisons 2014 und 2015 erreichte sie dort jeweils den zweiten Platz.
Im Juli 2014 löste sie in der Schweiz ein Boulderproblem der Schwierigkeitsstufe 8b+ und war somit die dritte Frau, der ein Problem mit dieser Bewertung gelang. Ein Jahr darauf wurde sie britische Meisterin im Bouldern. In der Saison 2016 konnte sie sich erstmals den Boulder-Gesamtweltcup sichern und wurde mit dem britischen Verdienstorden MBE ausgezeichnet. Dabei hatte sie sich zur Mitte der Saison an der Schulter verletzt, aber bis dahin alle Wettbewerbe gewinnen können. Nachdem sie ein Jahr zur Regeneration benötigte, konnte sie sich den Gesamtweltcup in der Folgesaison erneut sichern.
Mit der Aussicht auf die Olympischen Sommerspiele 2020 bemühte sie sich, ihre Leistungen auch im Speed und Lead zu steigern, da die Spiele in der Kombination ausgetragen wurden. Bei der Kletterweltmeisterschaft 2019 konnte sie den dritten Platz im Bouldern und der Kombination sichern und sich so für die Olympischen Spiele qualifizieren. Vor den Spielen verkündete sie, dass diese ihr letzter Wettbewerb sein werden. Bei den Olympischen Spielen erreichte sie in der Qualifikation den zehnten Platz und verpasste so die Qualifikation für das Finale.
Insgesamt errang sie in ihrer Karriere elf Weltcupsiege und stand 30 Mal auf dem Podest. Sie ist somit die erfolgreichste britische Sportkletterin überhaupt.
Shauna Coxsey ist seit 2021 Präsidentin der Athletenkommission des International Federation of Sport Climbing (IFSC). Außerdem ist sie Direktorin des Women’s Climbing Symposium und für die NGO Climbers Against Cancer tätig.

## Privatleben
In der Zeit vor den Olympischen Spielen wurde sie von einem Filmteam begleitet. Der daraus entstandene Film The Wall – Climb for Gold zeigt sie zusammen mit Janja Garnbret, Miho Nonaka und Brooke Raboutou.
Nach ihrem Rücktritt vom Wettkampfsport heiratete sie ihren langjährigen Partner, Ned Feehally. Im Mai 2022 wurden die beiden Eltern einer Tochter. Während ihrer Schwangerschaft setzte sie sich für mehr Akzeptanz von sporttreibenden Schwangeren ein.

## Begangene Boulderprobleme (Auswahl)
- Nuthin' but Sunshine (Fb 8b), Rocky-Mountain-Nationalpark, USA (26. Juni 2013, erste weibliche Begehung)[12]
- Zarzaparrilla (Fb 8b), Albarracín, Spanien (2014)[13]
- One summer in paradise (Fb 8b), Magic Wood, Schweiz (2014)[14]
- New Base Line (Fb 8b+), Magic Wood, Schweiz (2014, erste weibliche Begehung)[3]
- Ropes of Maui (Fb 8b), Llanberis Pass, Wales (2016)[15]